# Cryptobranchia
Cryptobranchia is een geslacht van weekdieren uit de klasse van de Gastropoda (slakken).

## Soorten
- Cryptobranchia concentrica (Middendorff, 1851)
- Cryptobranchia kuragiensis (Yokoyama, 1920)